# Шабасов Андрій Дмитрович
Андрій Шабасов (20 червня 1994) — російський плавець.
Учасник Олімпійських Ігор 2016 року.